# Nils Sjöberg
Nils Axel Vilhelm Sjöberg, född den 21 november 1871 i Östra Broby församling, Kristianstads län, död (genom gasförgiftning) den 7 april 1914 i Stockholm, var en svensk konsthistoriker och biblioteksman. 
Sjöberg blev filosofie licentiat vid Uppsala universitet 1897, var från nämnda år amanuens vid universitetsbiblioteket och 1898–1905 även vid universitetets konstsamling. Han ägnade sig i främsta rummet åt studier av äldre svenska porträtt och vann på detta område mycken sakkännedom. Han utgav planschverken Svenska porträtt, I. Porträttsamlingen vid Uppsala universitet (1903) och II. Porträttsamlingen på Hedensberg (1904), vidare Svenska porträtt i offentliga samlingar. I. Drottningholm (1905) och II. Gripsholm, Vasatiden (1907) samt Porträtt af svenska läkare och apotekare, utgiven av Svenska läkarsällskapet (3 delar, 1910), alla med kritisk text. 
Från 1907 biträdde Sjöberg med undersökning och katalogisering för Nationalmuseum av porträtt i offentliga och enskilda samlingar i Sverige. Han skrev artiklar i tidskrifter och tidningar, utgav bland annat Kvinnan i svensk karrikatyr (1907), skrev kapitlet Vasatidens målarkonst i Axel Romdahls och Johnny Roosvals "Svensk konsthistoria" (1913), redigerade Stockholms stads tänkebok under Vasatiden (tänkebok) (åren 1524-29; tryckt som bilaga till "Samfundet S:t Eriks årsbok", 1908-14) samt utgav Johan Ekeblads bref från drottning Kristinas och Cromwells hof (I, 1911, II, 1915), Amiral Carl Tersmedens memoarer (I, 1912) och Axel Gyllenkrooks relationer från Karl XII:s krig (1913).